# Leptodontium viticulosoides
Leptodontium viticulosoides là một loài Rêu trong họ Pottiaceae. Loài này được (P. Beauv.) Wijk & Margad. mô tả khoa học đầu tiên năm 1960.